# Statua Imperii
Statua Imperii – posąg u wejścia do portu w Konstancji, upamiętniający sobór, który obradował w tym mieście w latach 1414–1418. Statua ma wysokość 9 metrów, waży 18 ton. Umieszczona została na piedestale obracającym się wokół własnej osi z szybkością jednego pełnego obrotu na cztery minuty. Autorem pomnika, który odsłonięto w 1993 roku, jest Peter Lenk.
Betonowa statua przedstawia kobietę trzymającą w dłoniach dwóch nagich mężczyzn. Postać w lewej dłoni przedstawia papieża Marcina V, którego wybór na konklawe w 1417 zakończył schizmę w Kościele rzymskim, ta w prawej natomiast przyszłego cesarza Zygmunta Luksemburskiego, który doprowadził do zwołania soboru. Obaj przyodziani są tylko w insygnia władzy – król rzymski nosi koronę, papież zaś tiarę.
„… Nie chodzi tu o figury władzy papieża i cesarza, ale figury kuglarzy, którzy przywłaszczyli sobie oznaki władzy     
świeckiej i duchowej. I w jakimś stopniu realnie papieże i cesarze byli kuglarzami, Pozostawiam to historycznemu 
wykształceniu widza.. …“
– Peter Lenk w wywiadzie z Jasminem Hummelem

Peter Lenk, wywiad z Jasminem Hummelem: "20 Jahre Imperia. … und sie dreht sich immer noch." - Labhards Bodensee Magazin 2013, Str. 44–45

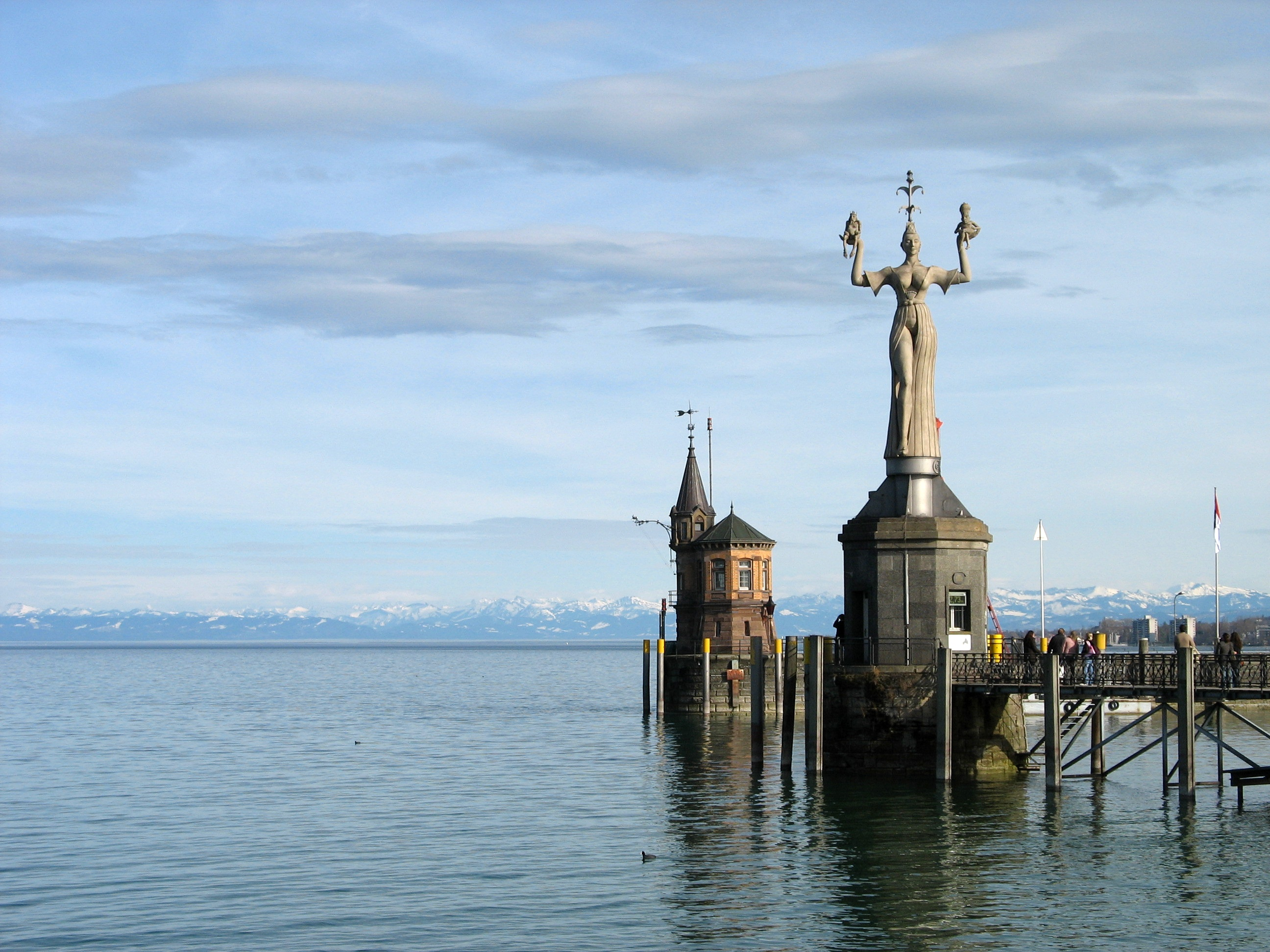
Statua na tle Alp

Przedstawienie odnosi się do opowiadania Balzaka, La belle Impéria, które było ostrą satyrą na moralność kleru katolickiego. W opowiadaniu Imperia podczas soboru uwodziła zarówno kardynałów jak i świeckich władców, podporządkowując ich decyzje swoim planom. Autentyczna Imperia była dobrze wykształconą włoską kurtyzaną, nazywała się Imperia Cognati, urodziła się w 1485 roku, a zatem już po soborze w Ferrarze i nigdy nie była w Konstancji.